# روب غوردون (لاعب اتحاد الرغبي)
روب غوردون (بالإنجليزية: Rob Gordon)‏ هو لاعب اتحاد الرغبي نيوزيلندي، ولد في 7 أغسطس 1965 في تي أواموتو ‏ في نيوزيلندا.